# EX-336
La EX-336 es una carretera de titularidad de la Junta de Extremadura. Su categoría es local. La denominación oficial es EX-336, de Villagonzalo a Oliva de Mérida.

## Historia de la carretera
Es la antigua BA-602, cuya nomenclatura cambió a EX-336 al redefinirse la Red de Carreteras de Extremadura en 1997.

## Inicio
Tiene su origen en la localidad de Villagonzalo.

## Final
El final está en Oliva de Mérida en la glorieta intersección con EX-335 y EX-338.

## Trazado, localidades y carreteras enlazadas
La longitud real de la carretera es de 10.270 m, de los que la totalidad discurren en la provincia de Badajoz.
Su desarrollo es el siguiente:
| P. K.           | HITO                                             |
| --------------- | ------------------------------------------------ |
| 0+000           | Inicio. Villagonzalo                             |
| 0+000 - 0+960   | Travesía de Villagonzalo                         |
| 0+700           | Intersección EX-105 (Guareña - La Zarza)         |
| 3+020 - 3+060   | Puente sobre el canal del Zújar                  |
| 10+030 - 10+270 | Travesía de Oliva de Mérida                      |
| 10+270          | Fin. Glorieta EX-335 y EX-338 (Oliva de Mérida). |

## Otros datos de interés
(IMD, estructuras singulares, tramos desdoblados, etc.).
El ancho de la plataforma es de 7 metros, con dos carriles de 3 metros y dos arcenes de 0,50 metros.
Los datos sobre Intensidades Medias Diarias en el año 2006 son los siguientes:
| P. K. | IMD | Ligeros | Pesados | % Pesados |
| ----- | --- | ------- | ------- | --------- |
| 5+000 | 439 | 423     | 16      | 3,5       |

## Evolución futura de la carretera
La carretera se encuentra acondicionada dentro de las actuaciones previstas en el Plan Regional de Carreteras de Extremadura.